# بيغي ميشيل
بيغي ميشيل (بالإنجليزية: Peggy Michel)‏ مواليد 2 فبراير 1949 في سانتا مونيكا، هي لاعبة كرة مضرب أمريكية سابقة. هي إحدى بطلات الجراند سلام حيث فازت بثلاث بطولات كبرى للزوجي مع ايفون جولاجونج كولي.

## روابط خارجية
- بيغي ميشيل على موقع رابطة محترفات التنس (الإنجليزية)
- بيغي ميشيل على موقع الاتحاد الدولي لكرة المضرب (الإنجليزية)
- بيغي ميشيل على موقع خلاصة التنس.كوم (الإنجليزية)